# 罗贝尔·比内尔
罗贝尔·比内尔（法語：Robert Busnel，1914年9月19日—1991年3月15日），法国男子篮球运动员、教练员。他曾带领法国队参加1948年夏季奥林匹克运动会篮球比赛，获得一枚银牌。